# 梁冀
梁冀（88年—159年9月9日），字伯卓，安定郡烏氏縣（今寧夏固原）人，中國東漢時期外戚出身的權臣。妻孫壽。

## 世系
出身世家大族，割據一方的高祖梁統曾和竇融一起歸順漢光武帝劉秀，且其曾祖父梁竦為漢和帝外公，梁氏一族曾在章帝時期被竇氏一族陷害，其父親為梁商，有一妹梁妠，是漢順帝的貴人，之後被立為皇后。

## 生平
梁冀平日说话時含糊不清，但擅長寫作和籌算。梁冀曾出任黃門侍郎、侍中、虎賁中郎將、越騎校尉、步兵校尉、執金吾。擔任執金吾期間的某年阴历正月初一，梁冀以生病為由不上朝。結果梁冀被司隶校尉杨雄惩办，皇帝下詔讓梁冀拿出二月俸來赎罪。永和元年（136年）梁冀成為河南尹。漢順帝時因梁妠的關係，梁商成為輔政的大將軍，梁氏一族左右國政。洛陽令呂放曾在梁商面前指出梁冀的缺點，事後梁商批評了梁冀。梁冀於是派人刺殺呂放。梁冀害怕梁商得知內情，於是表示兇手是呂放的仇人。梁冀還推薦呂放的弟弟呂禹出任洛陽令，並讓他逮捕呂放的仇家，呂放仇家的親戚、賓客等共計一百多人因此而死。
141年梁冀代父親成為大將軍，順帝死後，2歲的沖帝即位不久就去世。太尉李固主张立年长有德的清河王刘蒜为帝，梁冀与其妹梁太后却立了刘蒜的堂弟、8歲的乐安王子刘缵为質帝。因質帝當面稱梁冀為「跋扈將軍」，次年即被梁冀弑君毒害。李固、司徒胡广、司空赵戒、大司农杜乔等又以刘蒜年长有德行，血统又近，议立其为新帝。中常侍曹腾曾拜见刘蒜却不被礼待，因此对梁冀说：“清河王严明，一旦得立，将军就要受祸了，只能拥立蠡吾侯才能长保富贵。”十五歲的蠡吾侯刘志是梁冀另一个妹妹梁女瑩的丈夫，当时正在京城。于是曹腾与梁冀合谋立刘志。次日大会公卿时，梁冀意气凶凶，胡广、赵戒以下官员都害怕，说只听大将军的，只有李固和杜乔坚持，梁冀厉声罢会。李固以为可以凭借众人心意立刘蒜，又写信劝说梁冀。梁冀更生气了，说服太后罢免李固，立刘志，史称汉桓帝，梁女瑩遂为皇后。梁冀并指使宦官唐衡、左悺告诉桓帝李固和杜乔反对他登基，让桓帝厌恶二人。有人拥立刘蒜事败，刘蒜被贬自杀，梁冀趁机指使有司牵连李固、杜乔，终将二人杀害并暴尸。此後他更加專擅朝政，結黨營私，且大封梁氏一門為侯為官。
延熹二年（159年）8月9日，梁皇后（梁女瑩）逝世。梁冀想收養汉桓帝宠妃贵人邓猛为自己的養女，并改邓猛姓为梁，好让邓猛當上皇后，並巩固梁家外戚地位。时邓猛姐夫邴尊为议郎，邴尊不喜歡梁冀。梁冀担心邴尊和邓猛母亲宣反对改姓，于是派人刺杀邴尊，邴尊被殺後，梁冀又想杀宣。宣的家在延熹里，正好和中常侍袁赦是邻居。梁冀的刺客登上袁赦家的屋顶，准备进入宣的家。被袁赦发现，袁赦鸣鼓会众并告诉宣。宣立刻把此事向汉桓帝汇报，汉桓帝大怒，于是和宦官單超、徐璜、具瑗、左悺、唐衡等五人合謀消滅梁冀。梁冀也對單超等人不放心，於是派中黄门张恽前往宮中過夜。結果黃門令具瑗以圖謀不軌為由派人將张恽逮捕。9月9日，漢桓帝派具瑗率領廄騶騎士、虎賁、羽林軍、左右都候屬下的劍戟衛士，共有千餘名士兵與司隸校尉張彪一同包圍梁冀宅邸，並讓光祿勳袁盱收繳梁冀大將軍印綬，降封梁冀為「比景都鄉侯」（封地位於日南郡比景縣），梁冀自知已經走投無路，當天與妻孫壽一起自殺。梁冀夫婦二人的家族除了梁冀私生子梁伯玉以外全遭處死棄市，牽連被殺者數十人，另外免職者三百餘人。其家產沒收變賣總共超過三十億兩，相當與當時東漢政府一年租稅收入的一半。

## 家族

### 祖先
- 高祖父梁统
- 曾祖父梁竦
- 祖父梁雍
- 父梁商 - 任大將軍。

### 兄弟
- 长姐梁田
- 弟梁不疑 - 颍阳侯，与梁冀不和。
- 弟梁蒙 - 西平侯，与梁冀不和。
- 妹梁妠 - 汉顺帝皇后。
- 妹梁女莹 - 汉桓帝皇后。

### 妻儿
- 妻孙寿
  - 嫡子梁胤 - 河南尹，被诛。
- 妾友通期 - 被孙寿所杀。
  - 庶子梁伯玉

## 部下
- 張奐，東漢軍事將領，敦煌郡淵泉縣人。

## 影视形象
- 《八岁龙爷闹东京》，徐锦江 饰